# Исаково (городской округ Истра)
Исаково — деревня в Истринском районе Московской области. Входит в состав Павло-Слободского сельского поселения. Население — 97 чел. (2010), зарегистрировано 3 садовых товарищества. Автобусное сообщение — автобусы № 20 с Истрой, № 38 Нахабино — Веледниково и № 409. Москва (Автостанция «Тушинская») — Павловская Слобода.
Находится примерно в 18 км на юго-восток от Истры, на региональном шоссе Московское малое кольцо — Павловская Слобода — Нахабино, фактически южная окраина Нахабино, высота над уровнем моря 183 м. Ранее на восточной окраине деревни находилась железнодорожная платформа Исаково — на ликвидированной ветке Нахабино — Павловская Слобода.

## История
В XVI веке и до последней четверти XVII века селение входило в состав Горетова стана Московского уезда, в вотчину боярина Бориса Ивановича Морозова. В конце XVII века вотчина перешла в дворцовое ведомство и Исаково осталось в составе Московского уезда. После ряда административных изменений конца XVIII века деревня оказалась в Звенигородском уезде. В начале XX века деревня состояла в Павловской волости Звенигородского уезда, постановлением президиума Моссовета от 14 января 1921 года, вместе с волостью, включена в состав Воскресенского уезда, при этом был образован Исаковский сельсовет. Постановлением президиума ВЦИК от 14 января 1929 года уезды были упразднены, село вошло в состав Воскресенского района Московского округа Центрально-Промышленной области (с 3 июня 1929 года — Московская область). В ходе укрупнения сельсоветов 1940-х годов Исаково включили в состав Павло-Слободского совета.

## Население

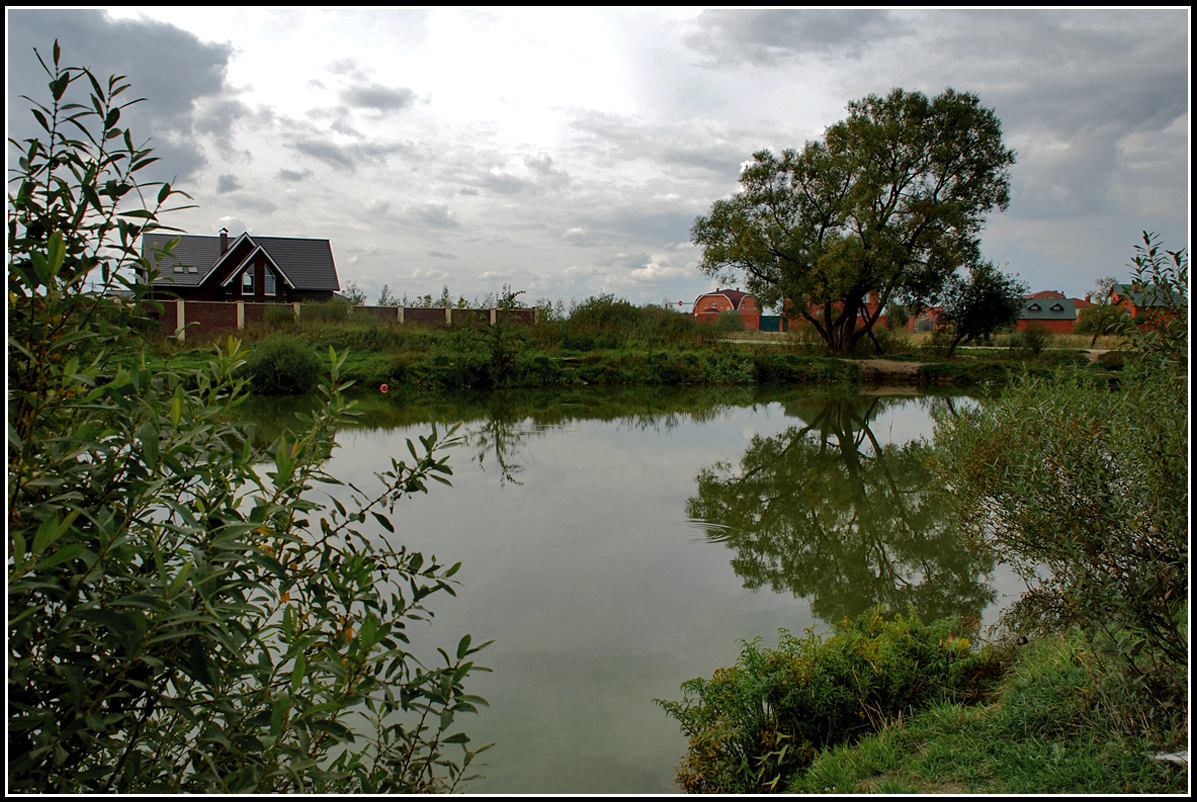
Пруд в Исаково

| 2002 | 2006 | 2010 |
| ---- | ---- | ---- |
| 132  | ↘101 | ↘97  |